# Jošua Munics
Jošua Munics (auch Joschua Munitz; * 1. Oktoberjul. / 14. Oktober 1910greg. in Liepāja; † vor 1945) war ein lettischer Fußballspieler.

## Karriere und Leben
Jošua Munics wurde im Jahr 1910 in Liepāja geboren. Er arbeitete neben seiner Fußballkarriere als Mechaniker. Munics begann mit dem Fußball in seiner Geburtsstadt bei Makkabi Liepāja, bevor er 1931 nach Riga zu Makkabi wechselte. Ab 1934 spielte Munics für Hakoah Riga in der Virslīga, der höchsten lettischen Spielklasse.
Munics starb im Holocaust.

## Weblink
- Lebenslauf bei kazhe.lv (lettisch)

| Personendaten    | Personendaten                 |
| ---------------- | ----------------------------- |
| NAME             | Munics, Jošua                 |
| ALTERNATIVNAMEN  | Munics, Josua                 |
| KURZBESCHREIBUNG | lettischer Fußballspieler     |
| GEBURTSDATUM     | 14. Oktober 1910              |
| GEBURTSORT       | Liepāja, Gouvernement Kurland |
| STERBEDATUM      | vor 1945                      |